# Сільський округ Нуркена Абдірова
Нурке́на Абді́рова сільський округ (каз. Нұркен Әбдқров ауылдық округі, рос. Нуркена Абдирова сельский округ) — адміністративна одиниця у складі Каркаралінського району Карагандинської області Казахстану. Адміністративний центр — село Жарли.
Населення — 1141 особа (2021; 1662 у 2009, 1905 у 1999, 2233 у 1989).
Станом на 1989 рік існувала Єнбецька сільська рада (села Акшоки, Жарли, Жекежал, Комсомолшини).

## Склад
До складу округу входять такі населені пункти:
| Населений пункт  | Населення, осіб (1989) | Населення, осіб (1999) | Населення, осіб (2009) | Населення, осіб (2021) |
| ---------------- | ---------------------- | ---------------------- | ---------------------- | ---------------------- |
| Акшоки, село     | 196                    | 208                    | 154                    | 95                     |
| Жарли, село      | 1773                   | 1561                   | 1407                   | 988                    |
| Жекежал, село    | 158                    | 136                    | 101                    | 58                     |
| Сарибуйрат, село | 106                    | -                      | -                      | -                      |